# Wiązów
Wiązów, tyska: Wansen, är en stad i sydvästra Polen, belägen i distriktet Powiat strzeliński i Nedre Schlesiens vojvodskap, vid floden Oława. Tätorten hade 2 330 invånare i juni 2014 och är centralort i en stads- och landskommun med totalt 7 440 invånare samma år.

## Historia
Staden grundades 1252 av biskopen Tomas I av Wrocław, på platsen för en äldre slavisk by. Staden tillhörde historiskt landskapet Schlesien och var del av Preussen från 1742 till 1945, 1871–1945 även som del av Tyskland.

## Vänorter
- Bielefeld, Nordrhein-Westfalen, Tyskland